# Луизаго
Луизаго (итал. Luisago) — коммуна в Италии, располагается в регионе Ломбардия, подчиняется административному центру Комо.
Население составляет 2368 человек, плотность населения составляет 1184 чел./км². Занимает площадь 2 км². Почтовый индекс — 22070. Телефонный код — 031.
Покровительницей коммуны почитается Пресвятая Богородица (Beata Vergine Addolorata), празднование 15 сентября.